# Angélica (Mato Grosso do Sul)
Angélica – miasto i gmina w Brazylii, w stanie Mato Grosso do Sul.